# Abbaye de Valle Crucis
L'abbaye de Valle Crucis (en gallois Abaty Glyn y Groes) est une ancienne abbaye cistercienne située au Pays de Galles, à quelques kilomètres au nord de Llangollen.
Fondée en 1201.

## Situation et toponymie
Valle Crucis est située dans la vallée de l'Eglwyseg (en), un petit affluent de rive gauche de la Dee
L'abbaye de Valle Crucis tire son nom du Pilier d'Eliseg, antérieur de quatre siècles au moins à la fondation de l'abbaye,,.

## Histoire

### Fondation
L'abbaye est fondée à l'initiative de Madog ap Gruffydd, roi local, qui sollicite des moines de Strata Marcella, plus au sud mais toujours au Pays de Galles,.
Le site n'est pas complètement désert et le petit village de Llanegwerth, qui préexistait, est exproprié par Madog ap Gruffydd à Stansty (en), avec une compensation versée.

### Moyen Âge
En 1236, juste après la mort de Madog ap Gruffydd, l'abbaye subit un grave incendie dont certaines traces sont encore visibles, aussi bien dans le noircissement des maçonnerie que dans les trous de boulin nécessaires à la mise en place d'échafaudages pour la reconstruction. À peine ces travaux sont-ils terminés que l'abbaye est mise à mal par la conquête du pays de Galles par Édouard Ier ; il semble que l'abbaye ait souffert, mais qu'elle ait été à cette occasion aidée à la reconstruction par le souverain anglais,.
L'abbaye est de taille moyenne puisqu'elle accueille une vingtaine de moines de chœur et jusqu'à quarante convers avant le XIVe siècle. Après la Peste noire, comme dans toutes les abbayes britanniques, le nombre de convers décroît très fortement jusqu'à leur disparition pure et simple du monde monastique. En parallèle, au début du XIVe siècle, l'abbé Adam restaure et agradit l'église, construisant en particulier le monumental pignon occidental de l'abbatiale,.
Au début du XVe siècle, après les possibles destructions subies par l'édifice lors de la révolte d'Owain Glyndŵr, le dortoir des moines est converti en logis de l'abbé, alors que les possessions matérielles du monastère s'accroissent ; bien qu'elle reste une modeste abbaye selon les critères anglais, elle est le plus riche établissement cistercien gallois après Tintern,.

### Liste des abbés connus de Valle Crucis
- Philip (non avéré), vers 1201 ;
- Dafydd ou David, attesté vers 1206 ;
- John, attesté vers 1213 ;
- « M. », attesté en 1226 ;
- Tenhaer, attesté entre 1227 et 1234 ;
- Madoc, attesté avant 1254 (date à laquelle il est mentionné comme « ancien abbé ») ;
- Anian ap Meredith, attesté en 1251, 1254 et peut-être 1265 ;
- Gervase ou Iorwerth, attesté en décembre 1270 ;
- Madoc, attesté de septembre 1275 à novembre 1284 ;
- Hywel, attesté de février 1294 à juillet 1295 ;
- Adam, Ad(d)af, ou Atha, attesté de 1330 à août 1343, et possiblement janvier 1344 ;
- Thomas, attesté en 1380 et 1381 ;
- Robert Lancaster, attesté jusqu'en octobre 1409, date à laquelle il devient évêque de St Asaph. En tant qu'évêque, il devient le premier abbé commendataire de Valle Crucis, d'abord à titre temporaire, puis jusqu'à sa mort en mars 1433 ;
- Richard Mason, attesté en février et juillet 1448 ;
- Sion ap Rhisiart ou John ap Richard, attesté de 1455 à juillet 1461 ;
- Dafydd ap Ieuan ap Iorwerth, de 1480 à 1503, confirmé par le chapitre général cistercien en février 1484, nommé évêque de St Asaph en 1500, conservant l'abbaye en commende jusqu'à sa mort le 18 décembre 1503 ;
- John Lloyd ou Lloid, attesté de 1503 à 1512 ;
- Robert Salisbury, Sallesbere, Sallysbere, Salbere ou Salysbury, abbé au moins d'avril 1528 jusqu'en 1535, date à laquelle il est emprisonné à la Tour de Londres sous le motif de vol ;
- John Herne ou Heron, en 1535 et 1536[6].

### Fermeture
L'abbaye de Valle Crucis étant considérée comme un établissement modeste et assez pauvre, elle est fermée à une date inconnue entre novembre 1536 et janvier 1537. À la fin du même siècle, l'aile orientale ou des moines est convertie en maison, dont la charpente et la couverture sont complètement refaites. Cette toiture nouvelle dure jusqu'au XVIIIe siècle, puis un nouveau toit est posé et le bâtiment est utilisé comme exploitation agricole.

## L'abbaye

### L'église abbatiale
L'église abbatiale, en forme de croix latine, est nettement plus conservée que la moyenne des établissements cisterciens britanniques. En restent notamment sa façade occidentale, percée de trois lancettes ainsi que d'une rosace au sommet du pignon.

Les ruines de l'église abbatiale de Valle Crucis
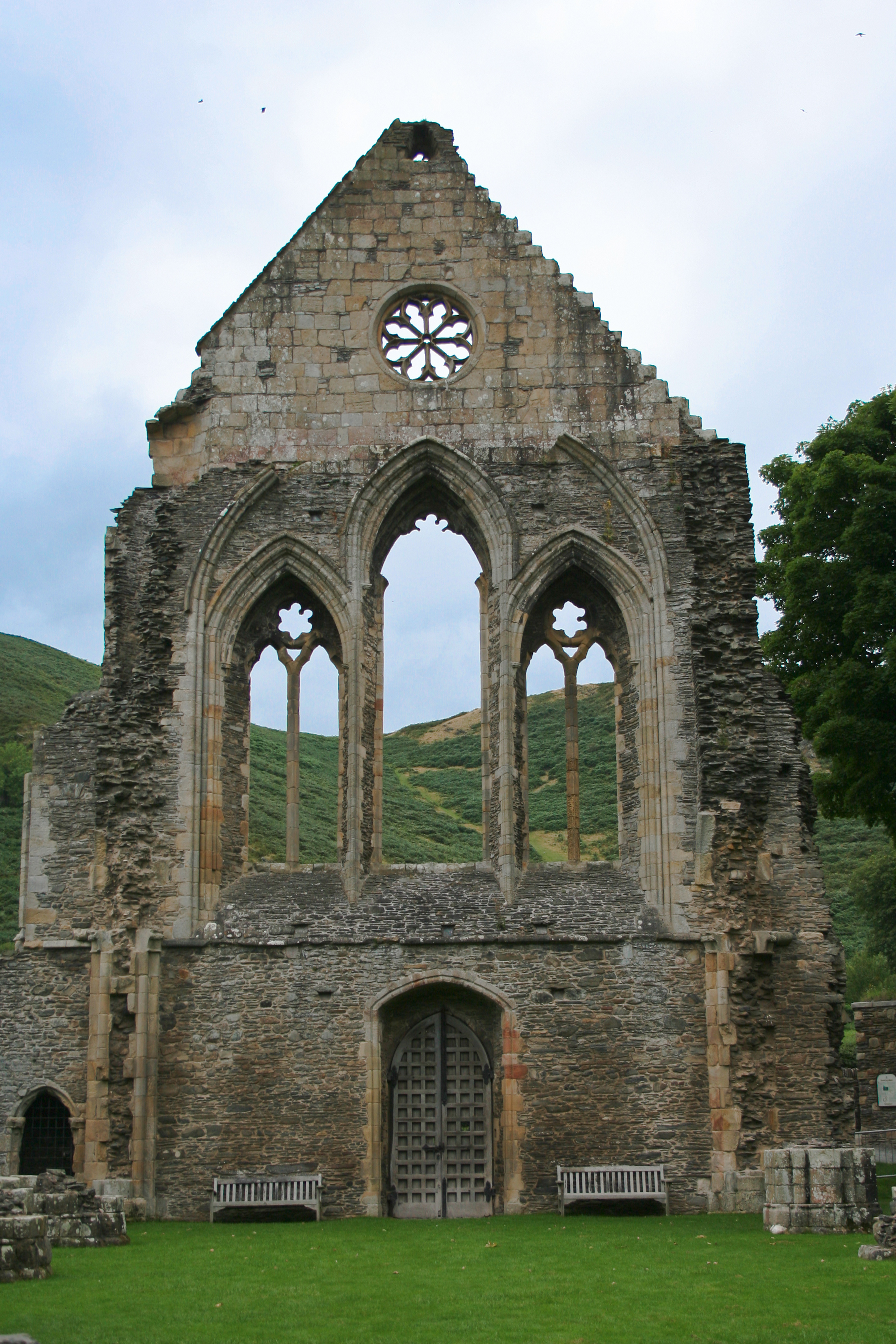
Le pignon occidental de l'église, œuvre de l'abbé Adam au XIVe siècle.
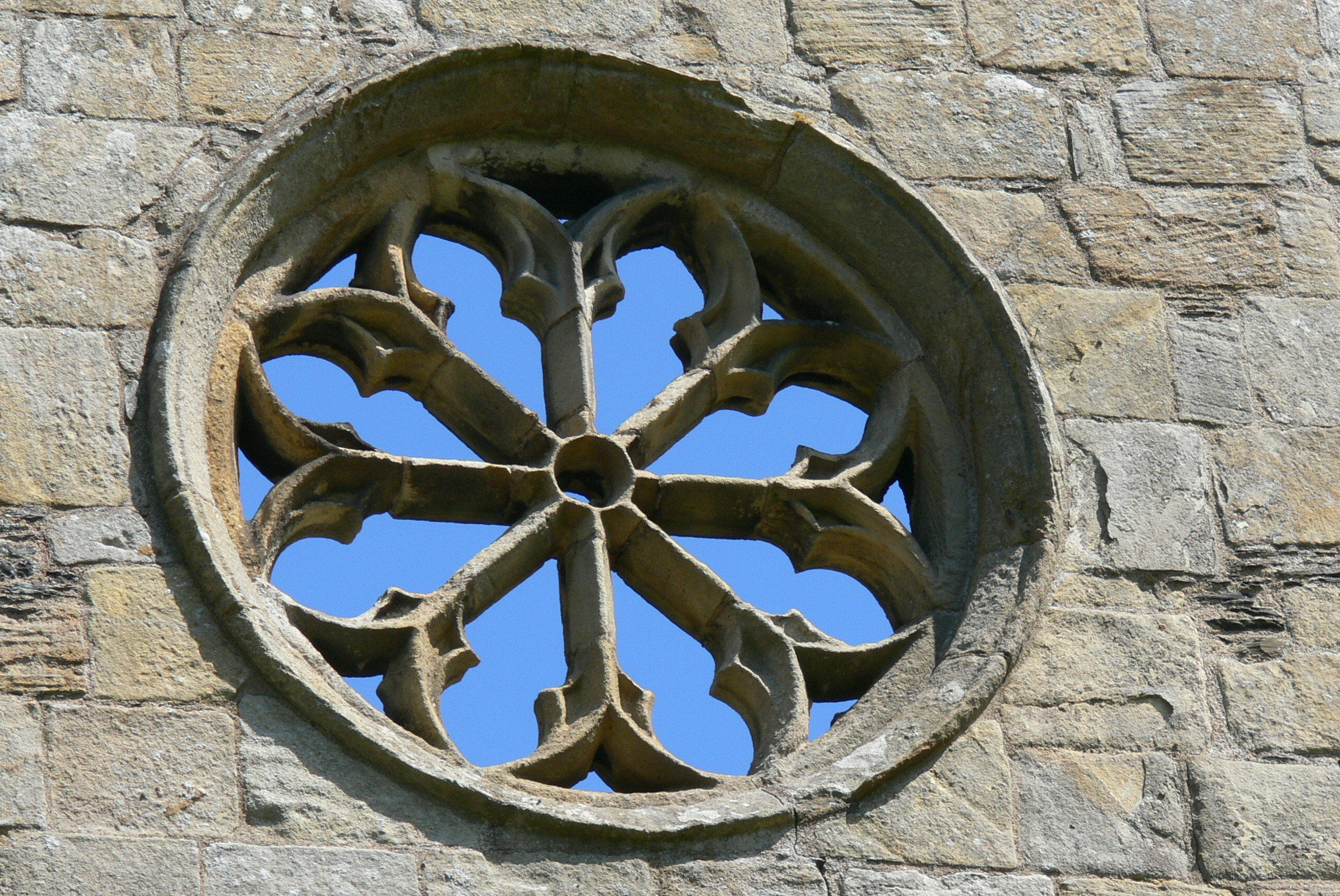
La rose de la façade occidentale.
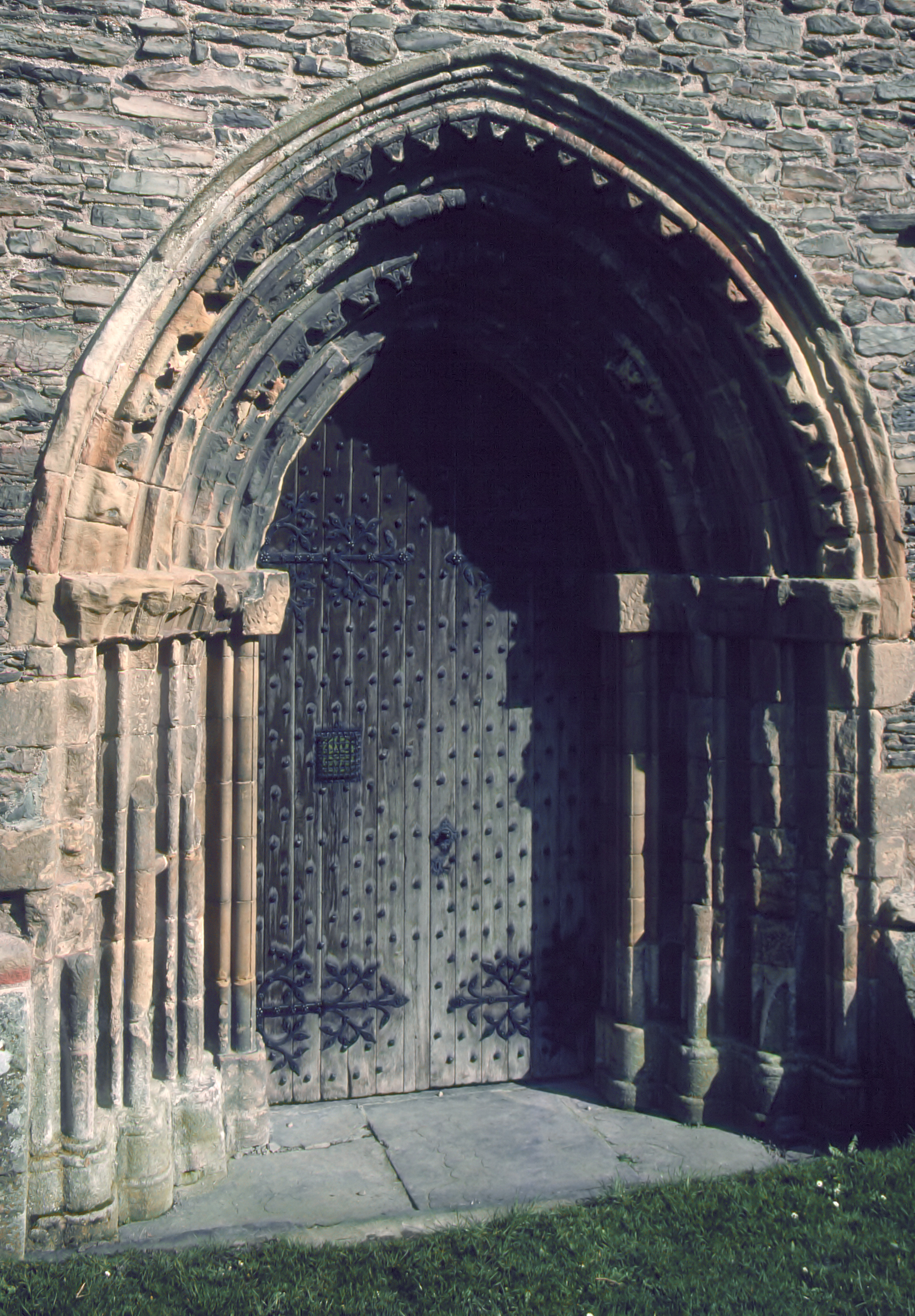
Le portail occidental de l'abbatiale.
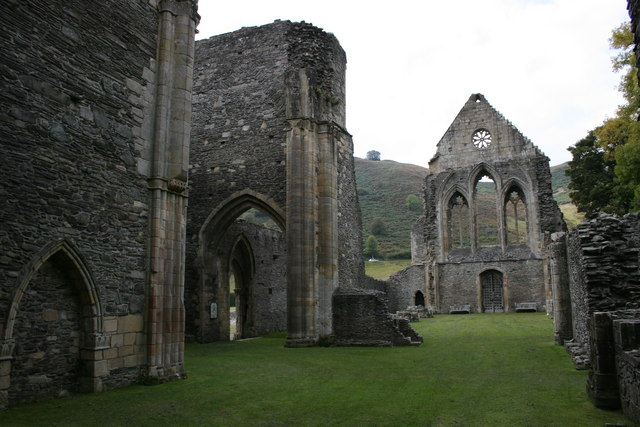
La nef ruinée vue de l'intérieur, en direction de la façade occidentale.
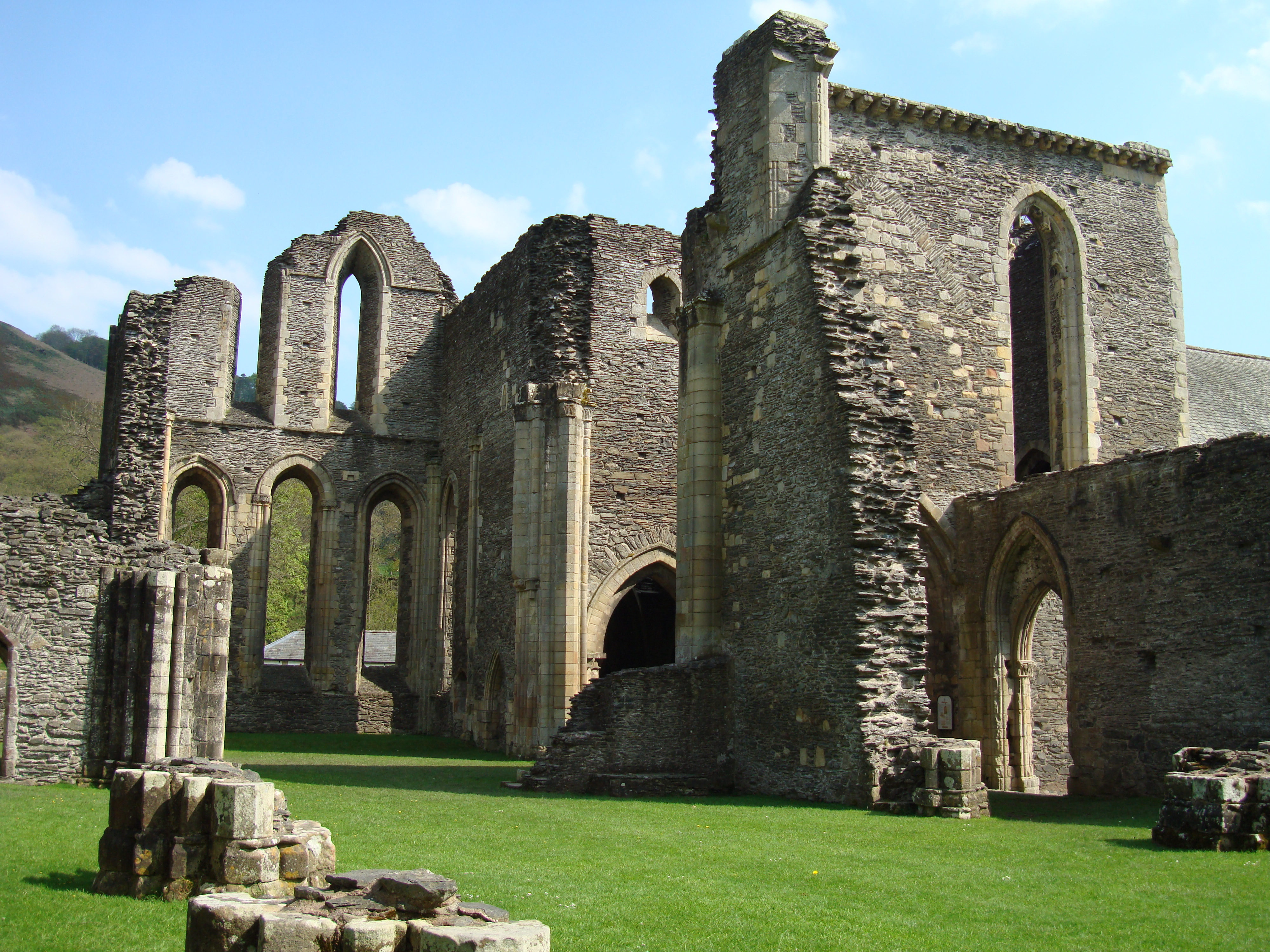
Vue depuis la nef vers le chœur et le chevet (au fond), ainsi que le bras sur du trasept (à droite).

### Bâtiments monastiques
L'aile est du cloître, qui correspond à l'aile des moines, est assez bien préservée, notamment du fait de sa reconstruction au XVe siècle en usant d'une pierre de bonne qualité. Elle abrite, du nord au sud en s'éloignant de l'église, la sacristie, la bibliothèque, la salle capitulaire

Les ruines de l'église abbatiale de Valle Crucis
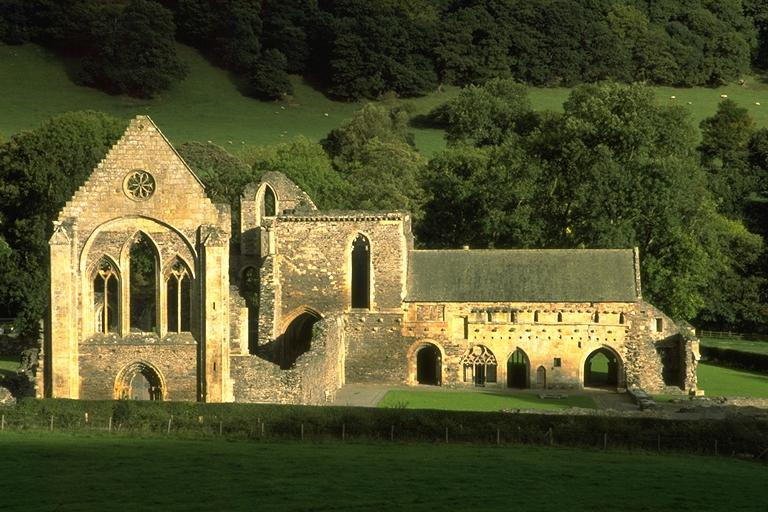
Vue générale de l'abbaye, qui permet de constater le relativ bon état de l'aile de moines, à droite de l'église.
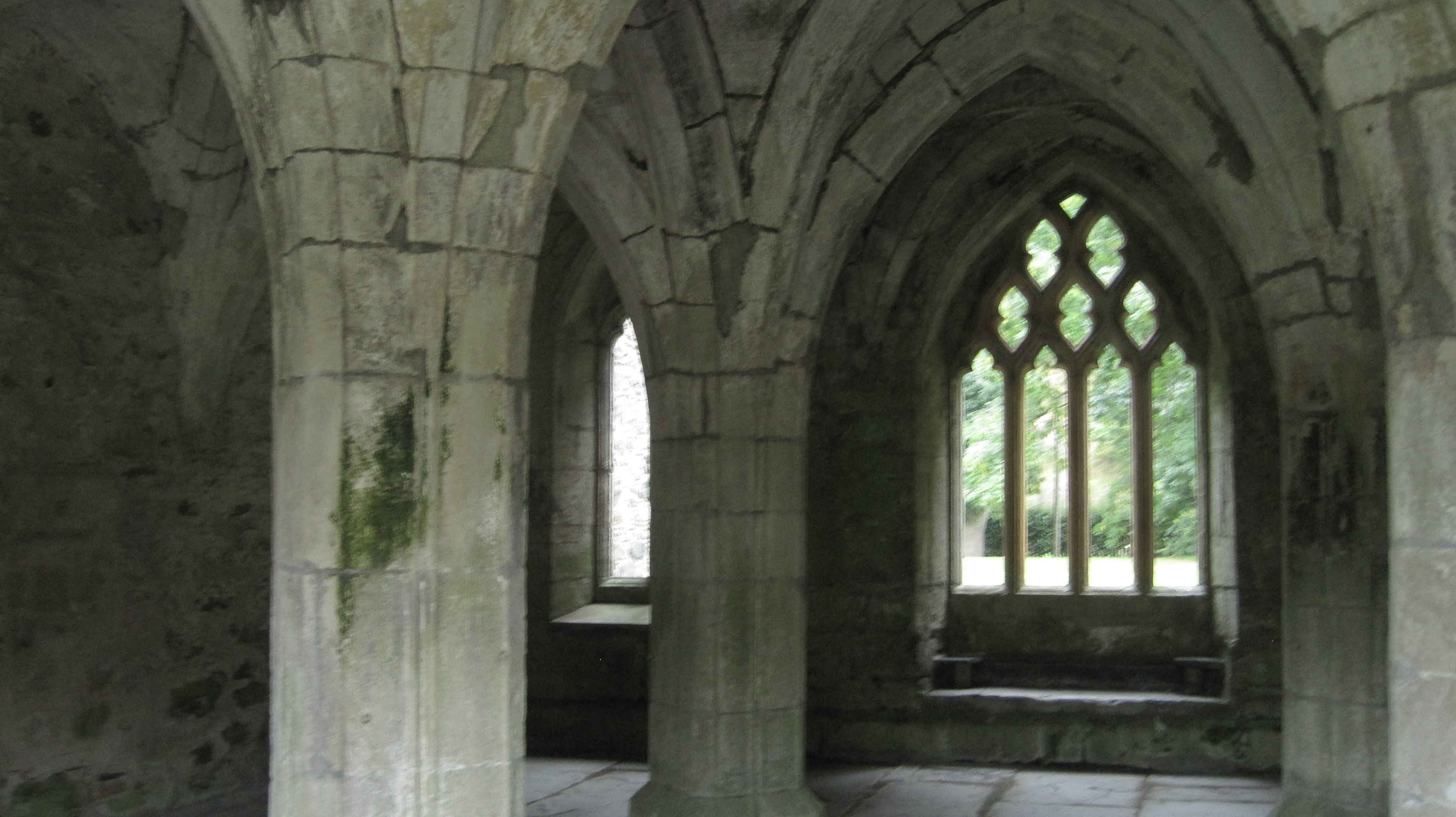
La salle capitulaire de l'abbaye.
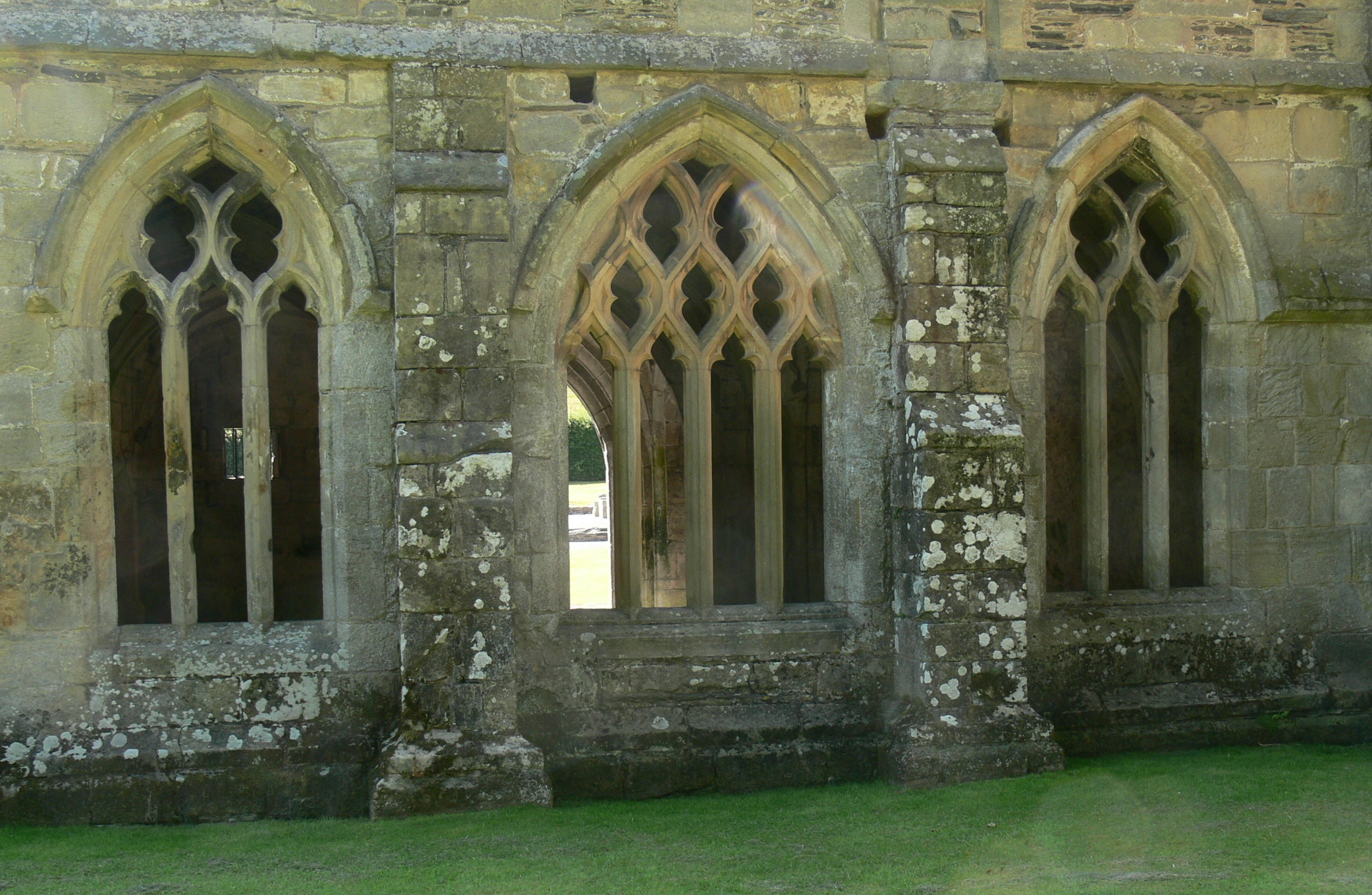
Le mur extérieur de la salle capitulaire vu de l'est.
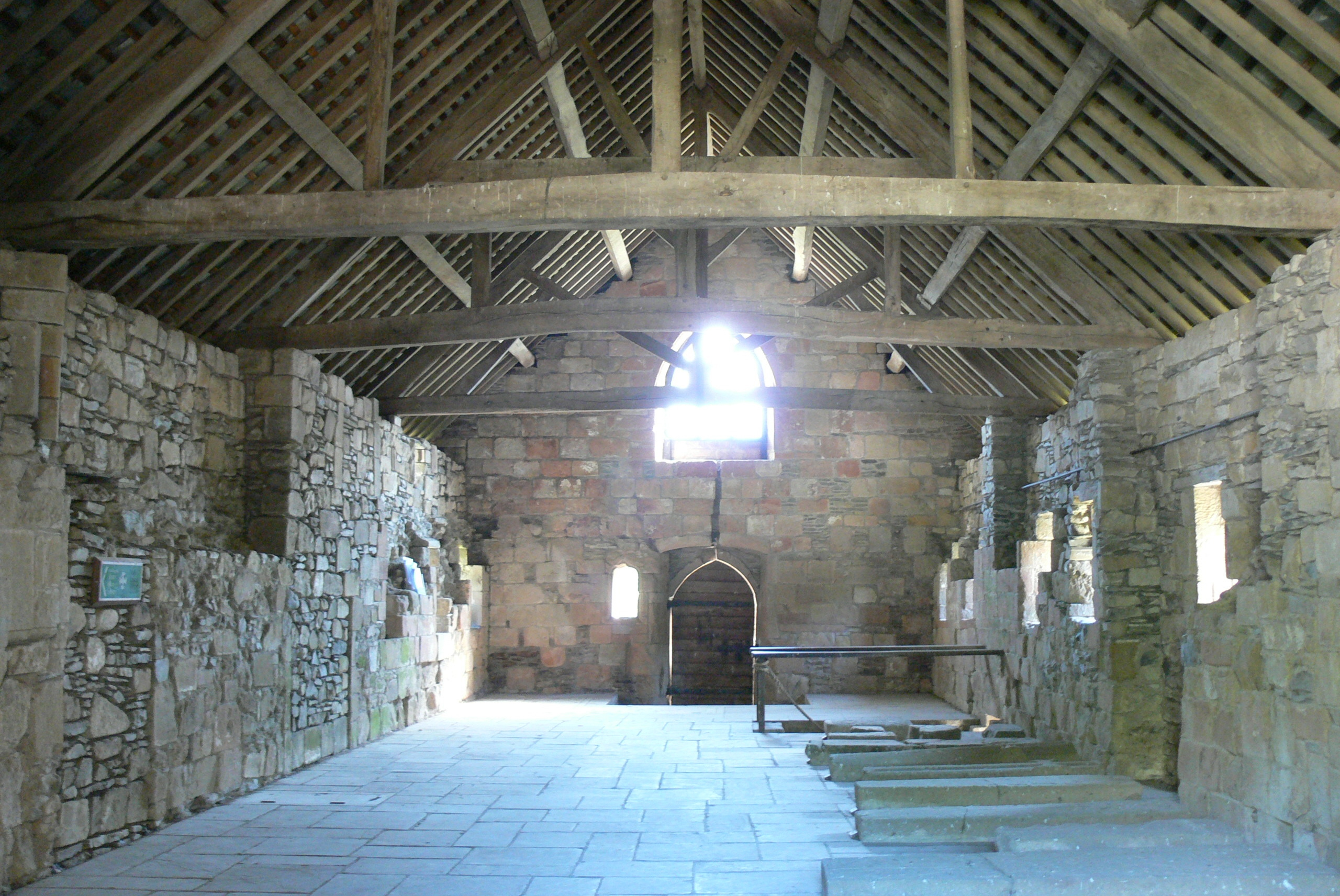
Le dortoir des moines, au premier étage de l'aile orientale.

### Autres éléments
L'abbaye de Valle Crucis est la seule du Pays de Galles à avoir conservé l'étang de pêche des moines. Celui-ci est situé à peu de distance du chevet de l'abbatiale.